# شهرستان ون بیورن (میشیگان)
شهرستان ون بیورن، میشیگان (به انگلیسی: Van Buren County, Michigan) یک سکونتگاه مسکونی در ایالات متحده آمریکا است که در میشیگان واقع شده‌است.